# Ching Siu-Tung
Ching Siu-Tung aka Tony Ching (chinesisch 程小東 / 程小东, Pinyin Chéng Xiǎodōng, Jyutping Cing4 Siu2dung1; * 1953 als 程冬兒 / 程冬儿,  Chéng Dōng'ér, Jyutping Cing1 Dung1ji4 in Hongkong) ist ein chinesischer Regisseur, Produzent und Martial-Arts-Choreograf.
Ching ist Sohn des bekannten Shaw-Brothers-Regisseur Cheng Kang (程剛), dessen Familie und Vorfahren ursprünglich aus Anhui stammt. Ching wuchs von klein in den Filmstudios der Shaw Brothers neben seinem Vater auf. Mit 17 Jahren arbeitete er bereits als Stuntman bzw. Statist und Löwentanztruppe in der Hongkonger Filmbranche. Er lernte als Kind für sieben Jahre die nördlichen Kampfstile der chinesischen Kampfkunst und absolvierte seine Ausbildung in der Eastern Drama Academy in Hongkong. Eine Schule mit Ausbildung des Peking Opers in Akrobatik, Gesang, Tanz und Kungfu. Mit 20 arbeitete er als Action-Choreograph in verschiedenen Film- und Serienproduktionen der Lokalfernsehsender und -studios mit, wie beispielsweise ATV – früher RTV – oder TVB. In der Shaw-Brothers-Produktion aus dem Jahr 1972 „Die Rache der gelben Tiger“ – 十四女英豪, englisch The 14 Amazons – mit Chings Vater als Regisseur – war er bereits für die Action-Choreographie der Kungfu-Kampfszenen zuständig. Anfang der 1980er-Jahre debütierte er als Regisseur. Sein Film A Chinese Ghost Story (1987) – in Zusammenarbeit mit Tsui Hark – erreichte bei den 24. Hong Kong Film Awards Platz 50 bei der Wahl der 100 besten chinesischen Filme zum Anlass des hundertjährigen Bestehens des chinesischen Films.
Ching hat einen jüngeren Bruder namens Ronny Ching (程小龍), der ebenfalls in der Hongkonger Filmbranche tätig ist.

## Filmographie (Auswahl)
Ausgewählte Filmografie als Regisseur
- 1983: Das Todesduell der Shaolin (Xian si jue)
- 1986: Witch from Nepal
- 1987: A Chinese Ghost Story (Sinnui yauwan)
- 1989: Der Krieger des Kaisers (Qin yong)
- 1990: Meister des Schwertes (Xiao ao jiang hu)
- 1990: A Chinese Ghost Story II (Sinnui yauwan II yan gaan do)
- 1991: The Raid
- 1991: A Chinese Ghost Story III (Sinnui yauwan III: Do do do)
- 1992: China Swordsman (Xiao ao jiang hu zhi: Dong Fang Bu Bai)
- 1993: Swordsman III: The East is Red (Dung Fong Bat Bai: Fung wan joi hei)
- 1993: The Mad Monk (Chai gong)
- 1994: Phantom Seven
- 1996: Jet Li: Die Schrift des Todes (Mo him wong)
- 1997: The Longest Day
- 2000: Chung wa diy hap
- 2002: Naked Weapon (Chek law dak gung)
- 2003: The Belly of the Beast
- 2008: Das Königreich der Yan (Jiang Shan Mei Ren)
- 2011: The Sorcerer and the White Snake
- 2019: Jade Dynasty (Zhūxiān)

Quelle: Hong Kong Movie Database